# L'Alt de Benimaquia
L'Alt de Benimaquia är en fornlämning i Spanien.   Den ligger i provinsen Provincia de Alicante och regionen Valencia, i den östra delen av landet, 400 km sydost om huvudstaden Madrid. L'Alt de Benimaquia ligger 199 meter över havet.
Terrängen runt L'Alt de Benimaquia är kuperad söderut, men norrut är den platt. Havet är nära L'Alt de Benimaquia åt nordost.Runt L'Alt de Benimaquia är det ganska tätbefolkat, med 222 invånare per kvadratkilometer. Närmaste större samhälle är Denia, 3,9 km nordost om L'Alt de Benimaquia. Trakten runt L'Alt de Benimaquia består till största delen av jordbruksmark.